# Thiruporur
Thiruporur es una ciudad y nagar Panchayat situada en el distrito de Chengalpattu en el estado de Tamil Nadu (India). Su población es de 13666 habitantes (2011). Se encuentra a 42 km de Chennai y a 60 km de Kanchipuram. 

## Demografía
Según el censo de 2011 la población de Thiruporur era de 13666 habitantes, de los cuales 7028 eran hombres y 6638 eran mujeres. Thiruporur tiene una tasa media de alfabetización del 84,52%, superior a la media estatal del 80,09%: la alfabetización masculina es del 90,60%, y la alfabetización femenina del 78,04%.